# Achterwehr
Achterwehr è un comune tedesco del circondario di Rendsburg-Eckernförde, nella regione dello Schleswig-Holstein. Ha circa 900 abitanti.